# القابعية (قفل شمر)

تعديل مصدري - تعديل

القابعية هي إحدى قرى عزلة بني جل بمديرية قفل شمر التابعة لمحافظة حجة، بلغ تعداد سكانها 267 نسمة حسب تعداد اليمن لعام 2004.